# Еннеди
Еннеди е пустинно плато в южната част на Сахара, разположено в североизточната част на Чад, югоизточно от планината Тибести.
Максималната му височина е 1450 m. Склоновете му са силно разчленени от сухи речни долини (уади). Стъпаловидно-плоските му върхове са покрити с ниски сухоустойчиви треви, а в сухите речни долини се срещат участъци от ксерофитни храсти и няколко вида ниски и бодливи акации.
Представлява скален масив от пясъчници в средата на пустинята Сахара и естествено укрепление, образувано под въздействието на вятъра и водата. Подстъпите на така образуваното плато от всички страни са от пясък, който прониква в дълбоките долини на Еннеди. Пейзажът се състои от скални форми като кули, стълбове, мостове и арки, които представляват голяма атракция за туристите.

## Човешка дейност
В най-големите каньони на масива, постоянното наличие на вода играе важна роля за местната екосистема, поддържайки флората, фауната и живота на човека от древността. В скалите на пещери, каньони и ниши има издълбани и изрисувани хиляди петроглифи (скални рисунки), които правят Еннеди една от най-големите сбирки от пещерно изкуство в Сахара.
Само кервани успяват да го пресекат и това прави региона пресечна точка на множество културни влияния.

## Фауна
Платото е хабитат на множество животински видове, включително представители на западноафриканския (пустинен) крокодил, който по времето на холоценския влажен период (12 800 години пр.н.е.) е обитавал цяла Сахара. Специфична характеристика на тази популация от крокодили е развитият във връзка с изолацията им дварфизъм в сравнение с други оцелели популации в Мавритания и Алжир. Пустинните крокодили в Еннеди са оцелели само в няколко басейна на речните каньони, например в Гуелта д'Аркеи, и са застрашени от изчезване.
В Еннеди е била наблюдавана последната популация от лъвове от западноафриканския подвид, преди през 1940-те години те да изчезнат напълно. В отдалечения регион на платото Еннеди е възможно да са се запазили в диво състояние екземпляри на антилопата саблерог орикс и от уязвимите судански гепарди.

## Обект на ЮНЕСКО
На 17 юли 2016 г. платото Еннеди е официално прието за обект от Списъка на световното културно и природно наследство на ЮНЕСКО в категории културно наследство (iii) и природно наследство (vii, ix). Площта на защитената със статута територия е 3 044 500 хектара с буферна зона от 136,300 хектара. 